# Alció de carpó blanc
L'alció de carpó blanc (Caridonax fulgidus) és una espècie d'ocell de la família dels alcedínids (Alcedinidae) i única espècie del gènere Caridonax (Cabanis i Heine, 1860). Habita manglars i boscos de Lombok, Sumbawa i Flores (Indonèsia), a les illes Petites de la Sonda.